# Brian Friedman
Brian L. Friedman, (nascido em 28 de maio de 1977) é um dançarino e coreógrafo americano, e criou coreografias para muitos artistas da música populares, como Britney Spears, Beyoncé e Mariah Carey, bem como para vídeos musicais, turnês, produções para televisão e cinema.

## Início de vida
Friedman nasceu em Highland Park, no Ilinois (Estados Unidos). Ele é judeu. Ele começou a dançar aos 11 anos de idade em sua cidade de Scottsdale, Arizona, e apareceu em vários shows de dança incluindo Newsies e Kids Incorporated. Com a 16 anos de idade, ele foi responsável pelo seu próprio estúdio de dança. Friedman treinou sob Joe Tremaine, Kenny Ortega, Patterson Vince, e Twyla Tharp. Como um jovem dançarino, Friedman trabalhou com artistas como Michael Jackson, Paula Abdul, Celine Dion, Melissa Etheridge, Salt N Pepa, Patti LaBelle e Britney Spears. Ele foi creditado para a prestação de coreografia de filmes como As Panteras e As Panteras: Detonando, entre outros.
Friedman também apareceu em um grupo de canto, Blessed With Soul, com Brittany Murphy, mas acabou por abandonálo para uma carreira na dança. Friedman também é co-proprietário de um estúdio de uma dança com a mãe, Judi Friedman, chamado The Dance Source, que encerrou em 2000 para que ele pudesse se dedicar integralmente à coreografia.

## Prêmios
Friedman foi quatro vezes indicado no MTV Video Music Awards, duas vezes no Music Video Production Awards e cinco vezes no American Choreography Awards.